# Конституция Турции (1921)
Турецкая Конституция 1921 года (тур.: Teşkilât-ı Esasiye Kanunu — Основной Закон республики) — первая турецкая Конституция, которая была ратифицирована Великим национальным собранием Турции 20 января 1921 года и оставалась в силе до 20 апреля 1924 года, когда была принята новая Конституция Турции.

## Историческая ситуация
Конституция была подготовлена Великим национальным собранием Турции, избранным в апреле 1920 года после распада Османской империи по окончании Первой мировой войны. Мустафа Кемаль Ататюрк, который в 1923 году стал Президентом Турецкой Республики, был главным организатором подготовки к принятию Конституции, согласно которой, источником власти становился народ, а не султан, как прежде было в Османской империи. Позже было созвано Великое национальное собрание с целью написания Конституции и подготовления почвы для объявления Турции республикой, а также оглашения принципа государственного суверенитета. Конституция 1921 года служила также законным основанием для ведения Турецкой войны за независимость (1919—1923) и противоречила принципам подписанного представителями Османской империи в 1919 году Севрского договора, по которому большая часть территории Османской империи была оккупирована странами Антанты, победившими в Первой мировой войне.

## Общие черты

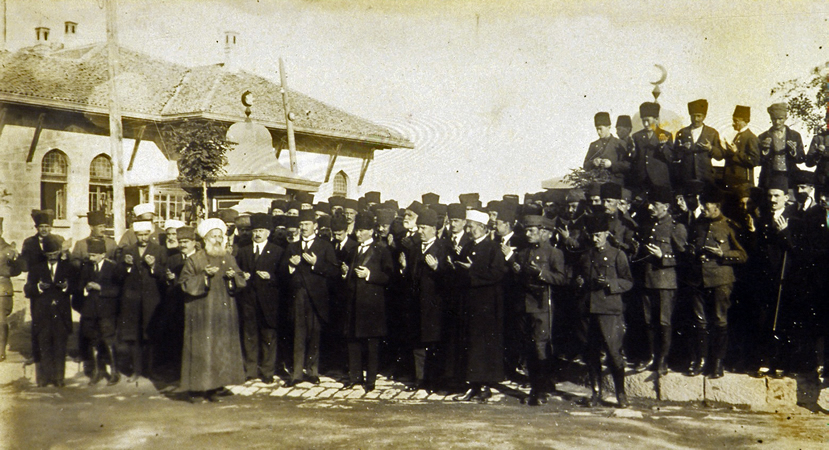
Торжественное открытие Великого национального собрания Турции

Великое Национальное Собрание начало дебаты по обсуждению проекта новой Конституции 19 ноября 1920 года и ратифицировало её на совещании 20 января 1921. Это была первая турецкая Конституция, которая оглашала принцип национального суверенитета.
Эта Конституция представляла собой относительно небольшой документ, состоящий из 23 статей. Первые девять статей описывали принципы турецкой государственности. После объявления Турции Республикой 29 октября 1923 года, исполнительная власть была сконцентрирована в руках Президента и Премьер-министра от лица Национального Собрания.
Под влиянием глобальной геополитической конъюнктуры того времени и необходимости формального объявлении страны Республикой, в Конституции не упоминалось о какой-либо роли Султана в государстве. Однако, сложившаяся ситуация оставляла возможность восстановления власти Султана в рамках Конституционной монархии по примеру Французской Конституции 1791 года. Несмотря на это, этот сценарий был отброшен ввиду необходимости укрепления власти из-за ведения Турецкой войны за независимость и объявлении Турции Республикой.
По тем же причинам Конституция не включала каких-либо упоминаний о судебной системе и правах и обязанностях граждан.

## Временная последовательность
После ратификации Конституция 1921 года стала основным законом страны на три года, до принятия Конституции 1924 года. В течение этого времени в истории Турции произошло немало важных событий:
- Победа турецких войск в войне за независимость
- Титул султана и прочие аристократические титулы были упразднены 30 октября 1923 года
- Лозаннский мирный договор привёл к признанию Турецкой Республики
- 29 октября 1923 года Турция была объявлена республикой, её первым президентом стал Мустафа Кемаль Ататюрк
- Титул «Халифат», который использовался по отношению к Османской империи начиная с 1517 года, был упразднён 3 марта 1924 года.
- 3 марта 1924 года султан и члены императорской семьи были официально низложены.